# Tetralogie
Een tetralogie is een serie van vier delen die bij elkaar horen. Dit kan zowel bij boeken als bij films voorkomen. Een tetralogie is veel minder gebruikelijk dan een trilogie.
Voorbeeld van een filmtetralogie is Taxi. Zie verder de lijst van filmtetralogieën.
Een voorbeeld van een striptetralogie is de tetralogie van Enki Bilal:
- De slaap van het Monster (1998)
- 32 december (2003)
- Afspraak in Parijs (2006)
- Vier? Laatste bedrijf (2007)

Een bekende tetralogie in de moderne Japanse literatuur betreft de romancyclus Hojo no umi (De zee van de vruchtbaarheid) van Yukio Mishima:
- Haru no Yuki (Lentesneeuw, 1968)
- Honba (Springende paarden, 1969)
- Akatsuki no tera (Tempel van de dageraad, 1970)
- Tennin Gosui (De degeneratie van een engel, 1970)

Een bekende tetralogie in de Duitse literatuur is Joseph und seine Brüder van Thomas Mann, die tussen 1933-1943 verscheen:
- Die Geschichten Jaakobs
- Der junge Joseph
- Joseph in Ägypten
- Joseph, der Ernährer

In de muziek is vooral de operacyclus Der Ring des Nibelungen van de componist Richard Wagner bekend:
- Das Rheingold
- Die Walküre
- Siegfried
- Götterdämmerung

Een ander voorbeeld van een tetralogie komt voor in de geneeskunde: de tetralogie van Fallot, waarbij er bij een persoon vier verschillende aangeboren hartafwijkingen ontstaan zijn.